# Vanessa Schröer
Vanessa Schröer (* 25. Januar 1980 in Fulda) ist eine ehemalige deutsche Fußballspielerin.

## Karriere
Die 173 cm große Schröer gelangte über die Jugendvereine SV Seeretz, TSV Schashagen und den TSV Malente 2001 zum Hamburger SV, dem sie bis 2009 als Abwehrspielerin angehörte. Sie spielte – bis auf die Saison 2002/03 – ausschließlich in der Bundesliga. Ihr Debüt gab sie erst am 10. März 2002 (13. Spieltag) bei der 0:4-Niederlage im Auswärtsspiel gegen den FSV Frankfurt; danach betritt sie die restlichen neun Punktspiele der Saison in Folge.
Ihr einziges Finale bestritt sie am 11. Mai 2002 im Olympiastadion Berlin gegen den 1. FFC Frankfurt; die vor 20.000 Zuschauern ausgetragene Begegnung um den Vereinspokal, in der sie 90 Minuten lang mitwirkte, wurde mit 0:5 verloren.
Nachdem sie mit ihrem Verein als Meister aus der Regionalliga Nord und der sich anschließenden Aufstiegsrunde zur Bundesliga 2003/04 als Gruppenzweiter hervorgegangen war, kam sie in 17 Punktspielen in der Bundesliga zum Einsatz und erzielte am 19. Oktober 2003 (4. Spieltag) beim 6:1-Sieg im Heimspiel gegen den 1. FC Saarbrücken mit dem Treffer zum 1:0 in der 31. Minute ihr erstes von zwei Saisontoren.
In der Folgesaison bestritt sie lediglich acht Punktspiele und musste anschließend aufgrund eines Knorpelschadens pausieren. Erst am 10. Spieltag der Saison 2005/06 kehrte sie zur Mannschaft zurück. Doch schon am 16. Spieltag, im Heimspiel gegen den 1. FFC Frankfurt, das mit 0:3 verloren wurde, musste sie bereits in der 16. Minute für Miriam Scheib ausgewechselt werden. Als Langzeitverletzte kehrte sie erst mit Saisonbeginn 2006/07 zurück, pausierte in der Folgesaison und bestritt ihr letztes Bundesligaspiel am 15. März 2009 (15. Spieltag) bei der 1:3-Niederlage im Auswärtsspiel gegen den 1. FFC Turbine Potsdam, den späteren Deutschen Meister.

## Erfolge
- Meister Regionalliga Nord 2003
- DFB-Pokal-Finalist 2002